# 洛巴策
洛巴策是非洲南部國家博茨瓦納的城鎮，位於首都嘉柏隆里以南約70公里，鎮上有非洲南部最大的屠宰場波札那肉類公司，已處理的肉類被運往鄰近國家和歐盟國家出售，2002年人口估計約29,700。